# Societat de Nacions
La Societat de Nacions (SDN) o la Lliga de les Nacions va ser un organisme internacional creat pel Tractat de Versalles el 28 de juny de 1919. Es proposà establir les bases per a la pau i la reorganització de les relacions internacionals un cop finalitzada la Primera Guerra Mundial. Encara que no va poder resoldre els problemes dels anys vint i trenta, és important perquè va ser la primera organització d'aquest tipus en la història, antecedent de l'Organització de les Nacions Unides (ONU).
La Societat de les Nacions va aconseguir alguns èxits en el seu treball: va ajudar a dissoldre pacíficament alguns conflictes en el període immediat de la posguerra i va tenir el seu apogeu en el període 1924-1929. Durant aquest període es va firmar el Tractat de Locarno l'any 1925, es va produir l’ingrés d'Alemanya a la Societat al 1926, i es va confirmar el Pacte Briand-Kellogg el 1928. No obstant això, quan la situació internacional es va enterbolir després de la depressió del 1929, la Societat de Nacions es va mostrar totalment incapaç de mantenir la pau.
La SDN es basa en els principis de la cooperació internacional, arbitratge dels conflictes i la seguretat col·lectiva. El Pacte de la SDN (els 26 primers articles del Tractat de Versalles) va ser redactat en les primeres sessions de la Conferència de París, que va començar el 18 de gener de 1919, per la iniciativa del president dels Estats Units, Woodrow Wilson. El 15 de novembre de 1920 es va celebrar a Ginebra la primera assemblea de la societat, amb la participació de 42 països.
El 18 d'abril de 1946, poc després de la Segona Guerra Mundial, la SDN es va dissoldre i va ser substituïda per l'Organització de les Nacions Unides (ONU). En realitat no fou una successió d'un organisme internacional per un altre. L'experiència de la Societat de Nacions és el més proper a l'actual ONU, però els estats vencedors, amb la finalitat de reestructurar el món postbèl·lic de la Segona Guerra Mundial, van fer desaparèixer la Societat de Nacions i van crear una organització internacional totalment nova.

## Orígens
Inicialment fou una iniciativa del Foreign Office britànic, i va tenir una acollida entusiasta per part dels nord-americans, especialment del president demòcrata Woodrow Wilson. Aquest va especificar la necessitat de la creació de la Societat als seus Catorze Punts per a la Pau. Tot i això, els Estats Units mai varen adherir-se a la Societat, en part per l'oposició dels republicans.

### Antecedents
La Convenció de Ginebra de 1864 és una de les primeres formulacions del dret internacional. El concepte de comunitat pacífica de nacions havia estat proposat des de 1795, quan la Pau Perpètua d'Immanuel Kant: un esbós filosòfic, va esbossar la idea d'una lliga de nacions per controlar els conflictes i promoure la pau entre els estats. Kant va defensar l'establiment d’una comunitat mundial pacífica, no en un sentit d’un govern global, sinó amb l'esperança que cada estat es declarés un estat lliure que respectés els seus ciutadans i que rebés visitants estrangers com a éssers racionals, promovent així una societat pacífica a tot el món. La cooperació internacional per promoure la seguretat col·lectiva es va originar en el Concert Europeu que es va desenvolupar després de les Guerres Napoleòniques del segle xix per intentar mantenir l’statu quo entre els estats europeus i evitar així la guerra. Aquest període també va suposar el desenvolupament del dret internacional, amb les primeres Convencions de Ginebra que establien lleis relacionades amb l'ajut humanitari durant la guerra, i els Convenis Internacionals de l'Haia de 1899 i 1907 que regeixen les normes de guerra i la solució pacífica de les disputes internacionals. Com assenyalen els historiadors William H. Harbaugh i Ronald E. Powaski, Theodore Roosevelt va ser el primer president nord-americà a demanar una lliga internacional. A l'acceptació del seu premi Nobel, Roosevelt va dir: «seria una traça màgica si aquells grans poders honestosament inclinats a la pau formessin una Lliga de la Pau».
El precursor de la Societat de les Nacions, la Unió Interparlamentària (IPU), va ser formada pels activistes de la pau William Randal Cremer i Frédéric Passy el 1889. Actualment encara és un organisme internacional amb un enfocament en les diverses legislatives elegides els òrgans del món. La UIP es va fundar amb un àmbit internacional, amb un terç dels membres dels parlaments (als 24 països que tenien parlaments) servint com a membres de la UIP el 1914. Els seus objectius fonamentals eren encoratjar els governs a resoldre disputes internacionals per mitjans pacífics. Es van establir conferències anuals per ajudar els governs a perfeccionar el procés d'arbitratge internacional. La seva estructura va ser dissenyada com un consell encapçalat per un president, que més tard es reflectiria en l'estructura de la Lliga.

### Formació
Els líders de les potències tenien visions divergents sobre la Lliga. Mentre Wilson pretenia una mena de parlament mundial, el premier britànic Lloyd George preferia una organització més simple que es reunís només en cas d'emergències (i per això ja hi havia la Conferència d'Ambaixadors) i el primer ministre francès Clemenceau era escèptic sobre l'efectivitat d'una lliga sense un exèrcit propi. A més, tant França com la Gran Bretanya, que eren les majors potències de la Lliga en no entrar-hi els Estats Units, volien tenir les mans lliures per tal de poder actuar segons els seus propis interessos.
Tot i aquests inicis, les comissions de la Lliga van tenir alguns èxits des del principi. La comissió de refugiats va ajudar uns 400.000 refugiats i antics presoners de la Primera guerra mundial, la OIT va ser efectiva en la promoció dels drets dels treballadors (sobretot de les dones i els nens), el comitè de salut va tenir un paper important en el desenvolupament de vacunes i el comitè financer va donar suport a les economies en crisi d'Àustria i Hongria. A més, la Lliga va conduir campanyes amb èxit contra el tràfic de drogues i l'esclavitud.

## Funcions

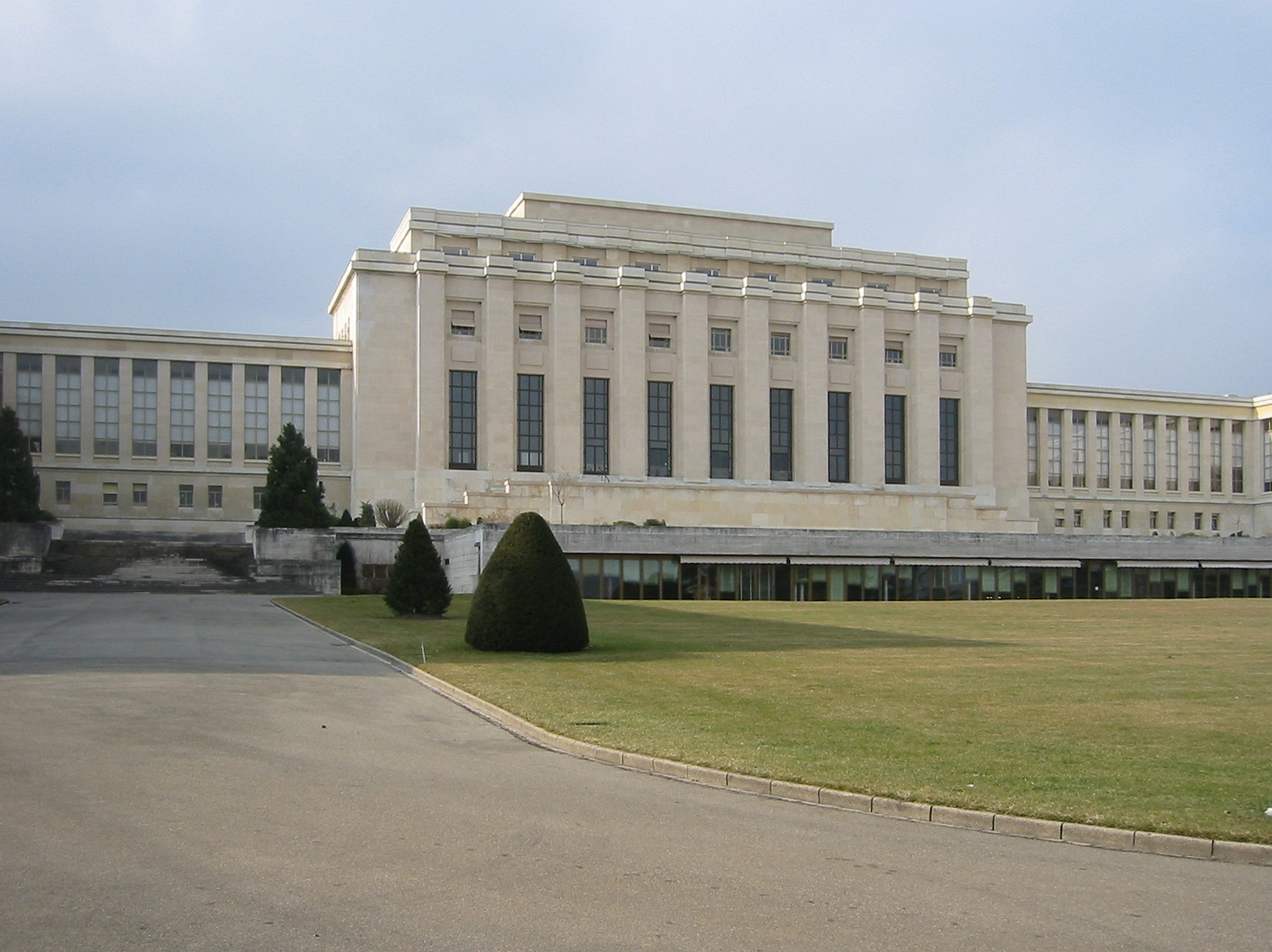
El Palau de les Nacions fou construït a Ginebra, Suïssa, entre 1929 i 1938 com a seu de la Societat de Nacions.

La sessió fundacional, celebrada a Londres el 1920, incloïa 40 estats membres, entre els quals fins i tot hi havia part dels vençuts durant la recentment acabada Primera Guerra Mundial. Aviat es va traslladar a Ginebra, que seria la seu definitiva fins a la desaparició de l'organisme, a causa de la seva condició de neutralitat. S'estructurava sobre una Assemblea General amb tots els estats membres, un Consell de nou membres (més tard onze, cinc d'ells permanents), una Secretaria i òrgans consultius (Tribunal Penal Internacional, Organització Internacional del Treball…).
Dels 42 membres fundadors, 23 (o 24, comptant la França Lliure) es va mantenir fins que els membres de la Societat de Nacions la van dissoldre el 1946. Altres 21 països s'hi van unir entre 1920 i 1937, però set es van retirar o van ser expulsats abans de 1946. Quedaren fora els Estats Units (que no van aprovar la duresa de les sancions imposades a Alemanya després de la guerra i no s'hi volgueren incorporar) i l'URSS (integrada el 1934 i expulsada el 1940). En el cas nord-americà cal adduir a més l'oposició dels republicans, partidaris de l'aïllacionisme, com a motiu d'aquesta absència.

## Membres

### Països fundadors
- 29 països que van firmar el Tractat de Versalles: Austràlia, Bèlgica, Bolívia, Brasil, Canadà, República Txeca, Xina, Cuba, França, Grècia, Guatemala, Haití, Hondures, Índia Britànica, Itàlia, Japó, Libèria, Nicaragua, Nova Zelanda, Panamà, Perú, Polònia, Portugal, Iugoslàvia, Gran Bretanya, Irlanda, Romania, Tailàndia, Unió Sud-africana i Uruguai

- 13 països neutrals inclosos en l'exercici del Tractat de Versalles: Argentina, Xile, Colòmbia, Costa Rica, Dinamarca, El Salvador, Espanya, Països Baixos, Paraguai, Pèrsia, Suècia, Suïssa, i Veneçuela.

### Països integrats amb posterioritat
- 1920-1930: Etiòpia, Albània, Alemanya, Àustria, Bulgària, Costa Rica, Estònia, Finlàndia, Hongria, Letònia, Lituània, Luxemburg i República Dominicana. 1930-1940: Equador, Mèxic, Egipte, Iraq, Turquia i Unió de Repúbliques Socialistes Soviètiques.

## Accions i conflictes
Les principals accions estaven enfocades a fomentar una política mundial de desarmament i seguretat col·lectiva. La reforma duta a terme pel Protocol de Ginebra (Protocol de resolució pacífica de conflictes internacionals 1924) va fer obligatori l'arbitratge en cas de conflicte. El rebuig de l'arbitratge per una de les parts en conflicte li feia reconèixer el caràcter d'agressor. Per a això es podrien aplicar automàticament sancions militars. Una altra novetat del Pacte de la Societat era l'obligació dels estats membres de publicar els seus tractats i registrar-los en la SDN.
Va aconseguir una solució pacífica dels següents conflictes:
- 1920: Suècia i Finlàndia disputaven la sobirania de les Illes Aaland. La Societat decideix a favor de Finlàndia.
- 1921: Disputa entre Alemanya i Polònia per l'Alta Silèsia, sobretot la zona industrial. La Societat decideix el repartiment entre Alemanya i Polònia de l'Alta Silèsia.
- 1925: Conflicte fronterer en el qual tropes gregues envaeixen territori búlgar després d'incidents fronterers. La Societat intervé ràpidament, les tropes gregues es van retirar i Grècia va pagar indemnitzacions a Bulgària.
- Turquia reclama la sobirania de la província de Mossul, que formava part del mandat britànic de l'Iraq. La Societat resol a favor del Regne Unit.
- 1932: Arbitratge en la Guerra del Chaco entre Bolívia i Paraguai.
- 1938: Arbitratge fronterer entre Perú i Colòmbia durant la Guerra colombo-peruana per la zona de Leticia.

No obstant això, aquests van ser de menor importància enfront de conflictes en els quals les grans potències o grups de països tenien interessos ja declarats, cosa que passava en els següents casos decisius:
- 1922: Reclamacions per la possessió de Vílnius entre Polònia i Lituània. La Conferència d'Ambaixadors a París va resoldre el conflicte, instal·lant com a instància per resoldre problemes que involucressin o tinguessin el seu origen en el Tractat de Versalles.
- 1923: L'incident de Corfú. Durant la solució d'un conflicte fronterer entre Grècia i Albània, va ser assassinat el general italià Enrico Tellini, qui havia estat enviat a investigar a Grècia. Benito Mussolini va ordenar el bombardeig de l'illa de Corfú i el pagament d'una forta compensació. La Societat va oferir una solució, però la Conferència d'Ambaixadors la va rebutjar i va proposar una favorable a Itàlia a causa de les pressions de Mussolini.
- 1931: La Invasió japonesa de Manxúria. El Japó era amo de les mines, ferrocarrils, fàbriques i ports a Manxúria i mantenia una guarnició militar a la ciutat de Kwantung. Per mitjà d'un incident promogut per soldats japonesos el 18 de setembre de 1931, es vola una secció del ferrocarril japonès. D'aquest incident es va culpar els xinesos, i el Japó aprofita l'oportunitat per ocupar la ciutat de Shenyang. La Xina demana ajuda a la Societat, que ordena la retirada de les tropes japoneses, però el govern japonès no admet aquesta petició. L'exèrcit japonès continua el seu avanç per Manxúria. Cap a la fi de 1931, el Japó tenia el control de tota la província de Manxúria, la qual denominen Mengkukuo. L'octubre de 1933, la Comissió Lytton proposa com a solució la retirada de les tropes japoneses i la semiautonomia de Manxúria respecte a la Xina. Les propostes són aprovades per la Societat, però el Japó es retira d'aquesta el 1933, i organitza Manxúria com un estat satèl·lit.
- 1935: Invasió italiana d'Abissínia. En un intent per expandir les seves colònies africanes, Itàlia envaeix Abissínia l'octubre de 1935. L'emperador d'Abissínia Haile Selassie, qui encapçalava la resistència, va descriure en una sessió de l'Assemblea els terribles mètodes de la invasió italiana i va demanar la intervenció de la Societat. La Societat condemna aquesta acció i imposa sancions econòmiques, però que no inclouen les exportacions de carbó, petroli i acer a Itàlia. Aquestes sancions –que no van afectar la capacitat productiva d'Itàlia– no van impedir la conquesta completa d'Abissínia el maig de 1936. Setmanes després aquestes sancions van ser aixecades per la Societat i poc després Itàlia va abandonar la Societat.
- 1936: Durant la Guerra Civil Espanyola, a petició del Govern de la República Espanyola, es va encarregar de la custòdia del patrimoni del Museu del Prado (les anomenades caixes del Prado) que es van protegir a Ginebra fins que el 1939 van ser reintegrades de nou al Govern Espanyol.

El Pacte de la Societat de les Nacions es va annexar a tots els altres tractats. El seu gran objectiu era fer possible una seguretat col·lectiva que garantís la integritat de tots els estats, forts i febles, l'arbitratge dels conflictes internacionals i el desarmament. Va ser l'element clau de la proposta del president Wilson. Però la negativa de l'aïllacionista Senat nord-americà a l'ingrés dels Estats Units i l'exclusió d'Alemanya i l'URSS, que no van ingressar respectivament fins a 1926 i 1934, van limitar des d'un principi la seva potencialitat.
Els anys trenta van marcar l'inici de l'ocàs. Les agressions de les potències feixistes i militaristes van mostrar la seva ineficàcia. Alemanya i Japó van abandonar la Societat el 1933, i Itàlia el 1936. L'URSS en va ser expulsada el 1939. L'inici de la Segona guerra mundial va venir a certificar la mort de la primera organització universal de nacions

## Decadència
Els principals problemes de la Societat durant tots els anys que va funcionar van ser la manca d'un exèrcit propi, per la qual cosa depenia totalment de les potències estrangeres per fer valer els seus dictàmens i efectuar les intervencions militars. També en dificultà l'acció el fet que no gaudís d'una representació permanent de tots els països, cosa que feia difícil organitzar assemblees generals.
Tot i això, durant els anys vint, amb el suport de les grans potències (que aplicaven bloquejos econòmics i pressions diplomàtiques sota les ordres de la Societat) l'organització va tenir alguns èxits com els de l'OIT, en favor dels drets dels treballadors, o la mediació de l'incident de Pètritx, un conflicte entre Grècia i Bulgària l'any 1925.
El seu prestigi va minvar per l'ineficàcia per a la resolució d'altres conflictes (l'agressió japonesa a Manxúria, la invasió italiana d'Etiòpia, la Guerra Civil espanyola…). El 1926 es va admetre Alemanya, que se'n retirà el 1933 a causa de l'ascens nazi al poder, juntament amb el Japó (potència feixista). Quatre anys després ho va fer Itàlia llavors una altra potència feixista. L'expansionisme nazi i de Mussolini van donar els cops definitius a l'organització, que no era capaç d'evitar el rearmament d'Alemanya ni les seves agressions a altres països.
Desarticulada de fet amb l'esclat de la Segona Guerra Mundial, feu la darrera sessió oficial el 19 d'abril de 1946, i s'autodissolgué l'endemà, alhora que transferia serveis, mandats i propietats a les Nacions Unides, organització hereva del seu ideari i constituïda prèviament a la Conferència de Ialta (1945).